# Циглер-гассе (станція метро)
48°11′50″ пн. ш. 16°20′45″ сх. д. / 48.1971° пн. ш. 16.3459° сх. д.
«Циглер-штрасе» (нім. Zieglergasse) — станція Віденського метрополітену, розміщена на лінії U3 між станціями «Вестбангоф» і «Нойбау-гассе». Відкрита 4 вересня 1993 року у складі дільниці «Фолькстеатер» — «Вестбангоф».
Розташована на межі 6-го (Маріягільф) і 7-го (Нойбау) районів Відня.